# 安道爾 (電視劇)
《安道爾》（英語：Andor）是一部美國科幻網路電視劇，由傑瑞·布希開創，改編自《星際大戰》系列中的角色卡西恩·安道爾，與星際大戰系列電影處於同一架空世界和共同世界，也是2016年上映的電影《星際大戰外傳：俠盜一號》的前傳。影集由盧卡斯影業製作，《星際大戰外傳：俠盜一號》的聯合編劇之一東尼·吉羅伊擔當節目統籌。
狄亞哥·盧納和艾倫·圖克分別回歸出演《星際大戰外傳：俠盜一號》中的角色卡西恩·安道爾和K-2SO。2018年11月，迪士尼正式宣佈開發該影集，狄亞哥·盧納參與製作。12月，史蒂芬·希夫確定擔當節目統籌。2019年4月，艾倫·圖克確定回歸出演K-2SO。2020年4月，東尼·吉羅伊接替希夫的職位。9月，因應2019冠狀病毒病疫情，東尼·吉羅伊辭去導演職務，仍擔當編劇和節目統籌，托比·海因斯接替他執導前三集。
《安道爾》首三集已於2022年9月21日起在Disney+首播，其餘集數則逐步上映至同年11月23日，共12集。

## 劇情
故事的時間背景設定於2016年上映的電影《星際大戰外傳：俠盜一號》中事件的5年前，講述在反抗軍同盟尚未成立之際，情報官卡西恩·安道爾的冒險經歷。

## 演員與角色
- 狄亞哥·盧納 飾卡西恩·安道爾（英语：Cassian Andor）：反抗軍的情報官[3]，影集將探索安道爾加入反抗軍前的生活，以及幼年時的成長經歷[4]。
- 史戴倫·史柯斯嘉[5]飾 盧森·拉爾（Luthen Rael）：科洛桑古玩店老闆，以生意掩護其叛軍指揮官身份，招募卡西恩加入叛軍行動[6]。
- 安卓·亞霍娜[7]飾 碧斯·卡蓮（Bix Caleen）：卡西恩前女友，正職為飛船維修技工，兼職黑市聯絡人協助非法倒賣帝國零件予叛軍，盧森為其客戶之一[6]。
- 費歐娜·蕭[8]飾 瑪瓦·安道爾（Maarva Andor）：退休拾荒者，卡西恩養母，當地婦女會前主席，於星球上頗有地位。
- 丹妮絲·高芙（英语：Denise Gough）[5]飾 黛卓·米蘿（Dedra Meero）：帝國安全局(ISB，Imperial Security Bureau)主管，調查叛軍活動。
- 凱爾·索勒（英语：Kyle Soller）[5]飾 席瑞·卡恩 （Syril Karn）：摩拉納一號星維安部隊隊長，深富責任感。在得知卡西恩殺害兩名保安後就執意追捕卡西恩。
- 吉娜菲芙·歐萊莉（英语：Genevieve O'Reilly） 飾 蒙·茉芙瑪（英语：Mon Mothma）：銀河帝國參議員，秘密支持叛軍並為其籌款、洗錢[5]。
- 菲·瑪茜（英语：Faye Marsay） 飾 薇爾·薩爾法（Vel Sartha）：叛軍士官，也是蒙的表妹，領導叛軍對奧達尼星（Aldhani）基地的突襲。

## 集數
| 集數 | 標題                | 譯名         | 導演        | 編劇        | 上線日期       |
| --- | ------------------- | ------------ | ----------- | ----------- | -------------- |
| 1 | Kassa               | 卡撒         | 托比·海因斯 | 東尼·吉羅伊 | 2022年9月21日  |
| 在雅汶戰役發生的5年前，卡西恩·安道爾前往摩拉納一號星 (Morlana One)調查失散多年妹妹的下落，離開時卻遭摩拉納企業保安濫權截查刁難，爆發衝突後錯手殺死二人。卡西恩逃回家鄉費里克星 (Ferrix)，說服其養母瑪瓦的機器人B2EMO和摰友布拉索 (Brasso)幫忙掩蓋行蹤。卡西恩託朋友碧斯緊急召喚黑市買家以盡快脫手從帝國基地盜來的星途導航器元件，但碧斯的男友提姆則對卡西恩的行蹤起疑。於此同時，摩拉納企業安全主管決定隱瞞謀殺案以維持治安績效。但其下屬席瑞·卡恩執意繼續調查，追蹤卡西恩的飛船至費里克星並發布通緝。在倒敘片段，年幼的卡西恩與族人目睹一艘飛船墜毀並組隊前去勘查殘骸，將妹妹留在村落。 |                     |              |             |             |                |
| 2 | That Would Be Me    | 始作俑者     | 托比·海因斯 | 東尼·吉洛伊 | 2022年9月21日  |
| 提姆舉報卡西恩，席瑞立即召集小隊前往費里克星。B2EMO告知卡西恩和瑪瓦前者的通緝令，使卡西恩決定盡快脫手星圖元件以遠走高飛。同一時間，碧斯聯絡的買家盧森·拉爾抵達費里克斯。在倒敘片段，卡西恩的隊伍抵達銀河共和國飛船的殘骸，但其中一名族人遭倖存船員射殺；族人們反擊殺死船員便離去，卡西恩獨自留下探查殘骸內部。 |                     |              |             |             |                |
| 3 | Reckoning           | 報應         | 托比·海因斯 | 東尼·吉洛伊 | 2022年9月21日  |
| 盧森與卡西恩在一間廢棄工廠交易。席瑞和小隊也在此時抵達費里克斯，並盤問瑪瓦關於卡西恩的下落，但後者拒絕配合。席瑞攔截B2EMO和卡西恩的通訊，成功定位工廠。卡西恩只想盡快完成交易並躲避追捕，然而盧森試圖說服其加入反抗軍，有鑒於卡西恩多次成功盜取帝國的裝備。此時，席瑞的小隊突襲工廠，兩人逃離並制服席瑞。另一方面，碧斯得知提姆出賣卡西恩，不顧阻攔去警告卡西恩而遭小隊逮捕，提姆企圖營救卻被槍殺。盧森和卡西恩以飛艇炸彈為掩護，成功逃出費里克星。在倒敘片段，瑪瓦和其丈夫柯連登上飛船殘骸拾荒，因而發現年幼的卡西恩。瑪瓦不願卡西恩遭共和國報復屠殺而收養他。 |                     |              |             |             |                |
| 4 | Aldhani             | 奧達尼       | 蘇珊娜·懷特 | 丹·吉洛伊   | 2022年9月28日  |
| 盧森帶卡西恩抵達奧達尼星，委託其參與反抗軍在該星球的任務。卡西恩雖不情願，但因通緝在身而接受委託，並以"柯連"(卡西恩養父之名)作為假名。此任務的隊長，薇爾，帶卡西恩至反抗軍紮營的山谷，並將其介紹給隊員—塔拉敏 (Taramyn)、史瑾(Skeen)、欣塔(Cinta)和涅米克 (Nemik)。該任務計畫從物資轉運基地搶奪銀河帝國一整個星區的薪資，再利用當地特有的天文現象—奧達尼之眼(The Eye of Aldhani，行星公轉經過太空晶體帶所形成)作為掩護逃走。在科洛桑，偽裝成古董商的盧森和參議員蒙·茉芙瑪商討叛軍事務。另一方面，摩拉納企業在闖下大禍後被帝國安全局 (ISB)解散，席瑞亦因此失業並被逼搬回和母親居住。帝安局主管黛卓·米蘿要求調閱費里克斯事件的檔案，但被負責管轄費里克斯的同事和長官拒絕。 |                     |              |             |             |                |
| 5 | The Axe Forgets     | 毋忘敵人     | 蘇珊娜·懷特 | 丹·吉洛伊   | 2022年10月5日  |
| 在奧達尼星，卡西恩若有隱瞞的行為引起隊員們的不信任，尤其是史基恩。前帝國風暴兵塔拉敏訓練小隊如何執行任務，而叛變的帝國軍官戈恩(Gorn)也暗中協助。在跋涉至轉運基地時，卡西恩揭露自己為僱傭兵，對反抗帝國毫無意願；薇爾決定先完成任務再來處理卡西恩的身份。在科洛桑，意志消沈的席瑞尋找新工作。蒙·茉芙瑪建立一個慈善基金會來資助反抗軍活動，但也費心和關係日益緊張的丈夫和女兒相處。在上次逮捕行動失敗後，費里克斯正式被納入帝國管轄；負責費里克斯的帝安局主管布列文徵用一間飯店作為行動總部，同時負責另一轄區的米蘿和助理歸納出反抗軍正有計劃地竊取帝國的科技設備與武器。盧森焦慮地等待奧達尼行動的消息。 |                     |              |             |             |                |
| 6 | The Eye             | 天眼         | 蘇珊娜·懷特 | 丹·吉洛伊   | 2022年10月12日 |
| 在戈恩的安排下，反抗軍喬裝成巡邏隊護送基地主管一家人，並狹持其妻小為人質以換取金庫密碼。但小隊在裝載信用點時行動曝光，雙方駁火期間塔拉敏和戈恩中彈陣亡。辛塔則來不及趕上逃走用的貨機而另尋出路，因此只有卡西恩、薇爾、史基恩和尼米克成功登船，然而尼米克在飛船啟動時被錢箱撞成重傷。逃出奧達尼後，隊員們替尼米克找到一位醫生開刀。史基恩趁薇爾在手術室幫忙時，向卡西恩提出互相平分盜來的信用點並丟下其他人；感到不齒的卡西恩射殺史基恩。卡西恩向薇爾告知史基恩的陰謀，表示自己只拿走盧森僱用他的酬勞金額並離開。最終手術失敗，尼米克傷重不治，薇爾依其遺言將其撰寫的革命宣言託付予卡西恩。在科洛桑，帝安局召開緊急會議來因應反抗軍在奧達尼的行動。截聽帝國無線電得知行動成功的盧森暗自竊喜。                                                                                                  |                     |              |             |             |                |
| 7 | Announcement        | 宣戰         | 班傑明·卡倫 | 史蒂芬·希夫 | 2022年10月19日 |
| 在科洛森，席瑞獲其舅舅安排在帝國標準局找到一份新工作。皇帝因奧達尼事件而頒布新法《公安條例》，大幅增加政府監控及鎮壓反帝國活動的權力。米蘿因調閱未授權檔案而被布列文質問，但前者成功說服上級自己能偵破反抗軍竊取帝國裝備的計畫，並獲得費里克的管轄權。盧森的助手克莉亞指示薇爾除掉卡西恩，因為其知道盧森的身份。蒙·茉芙瑪會晤青梅竹馬的銀行家泰·柯馬，尋求動用家族基金的金融管道。卡西恩回到費里克星，用酬勞還清所有債務；卻也發現居民責怪他將帝國的勢力引來費里克斯。街上巡邏的風暴兵讓卡西恩回憶起養父因抗爭而遭帝國問吊的慘痛往事，因而試圖說服瑪瓦和其一同離開費里克斯，但後者堅持留下對抗帝國的統治，並表示反抗軍在奧達尼的成功帶給全銀河系反抗的希望。卡西恩化名「基夫」(Keef)逃至熱帶度假星球尼亞莫斯(Niamos)避世，但旋即因雞毛蒜皮的小事遭風暴兵以公安條例任意逮捕，並被重判6年監禁。 |                     |              |             |             |                |
| 8 | Narkina 5           | 納奇拿5號    | 托比·海因斯 | 鮑爾·威利蒙 | 2022年10月26日 |
| 卡西恩被送往納奇拿星 (Narkina)上的5號勞改工場，其建造於海中心，並設有通電的金屬地板以管束囚犯。卡西恩和數百名囚犯過著日夜輪班為帝國製造零件的生活。薇爾和辛塔前往費里克尋找卡西恩，並監視瑪瓦的居所。不久後瑪瓦病倒，碧斯嘗試以無線電聯絡盧森打聽卡西恩的下落，但後者為防止遭監聽而沒有答覆。盧森接著拜訪叛軍組織將領索·格瑞拉(Saw Gerrera)，希望其能為另一叛軍將領安托·克雷格(Anto Kreegyr)突襲斯佩爾豪斯(Spellhaus)帝國發電站的行動提供空軍支援開路；但索·格瑞拉拒絕。另一方面，米蘿會見席瑞以調查費里克斯事件的細節，但拒絕後者要求參與調查行動。碧斯先前撥出的無線電訊號不幸被帝國截獲，米蘿為榨出有關卡西恩的情報而趕至費里克斯逮捕碧斯。 |                     |              |             |             |                |
| 9 | Nobody's Listening! | 沒人在聽！   | 托比·海因斯 | 鮑爾·威利蒙 | 2022年11月2日  |
| 卡西恩計畫越獄，但樓層監工基諾·洛伊(Kino Loy)對此興趣缺缺。米蘿以酷刑拷問碧斯，得知卡西恩可能涉入奧達尼的行動，但仍對盧森一無所知。帝安局捕獲一名克雷格麾下的反抗軍機師，斯佩爾豪斯突襲計畫因此曝光。在科洛桑，蒙·茉芙瑪和表妹薇爾重逢，並支持她繼續暗中參與反帝國活動。此外，蒙·茉芙瑪也和泰·柯馬合作為反抗軍籌備資金。於此同時，和卡西恩同工作站的囚犯烏拉夫 (Ulaf)因中風而被監獄醫生安樂死，醫生私下向卡西恩和基諾透露監獄流傳的謠言為真：一名刑期結束的囚犯沒有被釋放，而是被轉送至監獄其他樓層；事件曝光後，監獄主管電死一整樓層的囚犯滅口。得知真相的兩人意識到帝國自公安條例通過後即從無打算過釋放任何囚犯，基諾因此決定加入越獄計畫。 |                     |              |             |             |                |
| 10 | One Way Out         | 背水一戰     | 托比·海因斯 | 鮑爾·威利蒙 | 2022年11月9日  |
| 卡西恩鋸斷廁所水管，以漏水破壞監獄的通電地板，令囚犯們得以擊退人員不足的警衛。基諾利用廣播系統煽動所有樓層揭竿而起，不久後整棟監獄陷入暴動。最終在一眾囚犯跳海越獄之時，基諾絕望地道出自己不會游泳。蒙·茉芙瑪會見達沃·斯庫敦 (Davo Sculdun)，一名臭名昭著、專門洗黑錢及詐騙的陰險奸商；但當其要求以兩家聯姻作為洗黑錢手續費時當場被蒙拒絕。盧森安插在帝安局的內應—主管朗尼·容(Lonni Jung)，向他警告突襲計畫的曝光以及交換安全局內部的情報，但盧森為了容的安全決定隱瞞並犧牲安托，兩人也感嘆各自無法脫身的反抗軍任務。 |                     |              |             |             |                |
| 11 | Daughter of Ferrix  | 費里克斯之女 | 班傑明·卡倫 | 東尼·吉洛伊 | 2022年11月16日 |
| 瑪瓦病逝，米蘿指示下屬批准舉行葬禮，希望藉此引出卡西恩。薇爾得知蒙不情願地安排與斯庫登家的聯姻，兩人也對莉蒂亞擁抱錢德拉傳統文化感到憂心。席瑞從前下屬得知瑪瓦的死訊，動身前往費里克。索·格瑞拉終於決定接受合作計劃支援斯佩爾豪斯突襲任務，然而盧森通知他任務已曝光的消息，勸其為保全叛軍內應而一同隱瞞安托，最終兩人決定為大局而犧牲安托所部。返回科洛桑途中，盧森遭帝國巡邏艦攔查，擊毀牽引光束發射器和數架鈦戰機後逃走。卡西恩和另一名囚友梅爾西(Melshi)在納奇拿星逃獄時一度為當地外星漁民截獲，但漁民仇恨帝國監獄大肆污染當地水源，認出兩人為逃犯後毅然義載其返回尼亞莫斯。卡西恩得知喪母噩耗後決定回鄉奔喪，梅爾西則決定揭發帝國不公的監獄體制，惺惺相識的兩人就此別過。 |                     |              |             |             |                |
| 12 | Rix Road            | 歷斯路       | 班傑明·卡倫 | 東尼·吉洛伊 | 2022年11月23日 |
| 卡西恩回到費里克並得知碧斯遭監禁的消息。帝國軍隊在米蘿的指示下準備搜捕卡西恩，米羅想從卡西恩口中得到叛軍「軸心」小隊(Axis)的資訊。同時，盧森、薇爾和辛塔也計畫以帝國的逮捕行動做掩護暗殺卡西恩。安托所部依計劃突襲發電站而遭帝國軍全殲。蒙·茉芙瑪安排莉蒂亞和達沃的兒子見面。在葬禮上，B2EMO播放瑪瓦生前預錄的演講，激起群眾反抗帝國的統治；葬禮迅速升溫成暴動。卡西恩趁亂潛入酒店救走碧斯，米蘿於示威中被民眾推倒圍毆，千鈞一發之際被席瑞救走。卡西恩帶碧斯到飛船船塢與布拉索及B2EMO會合，並指示瑪瓦故友、婦女會幹部潔茲開船帶眾人逃離費里克斯。盧森回到飛船準備離開，但卡西恩早在船上等待並質問其是否來暗殺自己，受到亡母演講感召的卡西恩給盧森兩個選擇：殺掉他或是招募他加入反抗軍，盧森笑而不語。在結尾片段，一群建築機器人用納奇拿5號勞改工場生產的零件組裝死星主砲的雷射碟。            |                     |              |             |             |                |

## 製作

### 開發

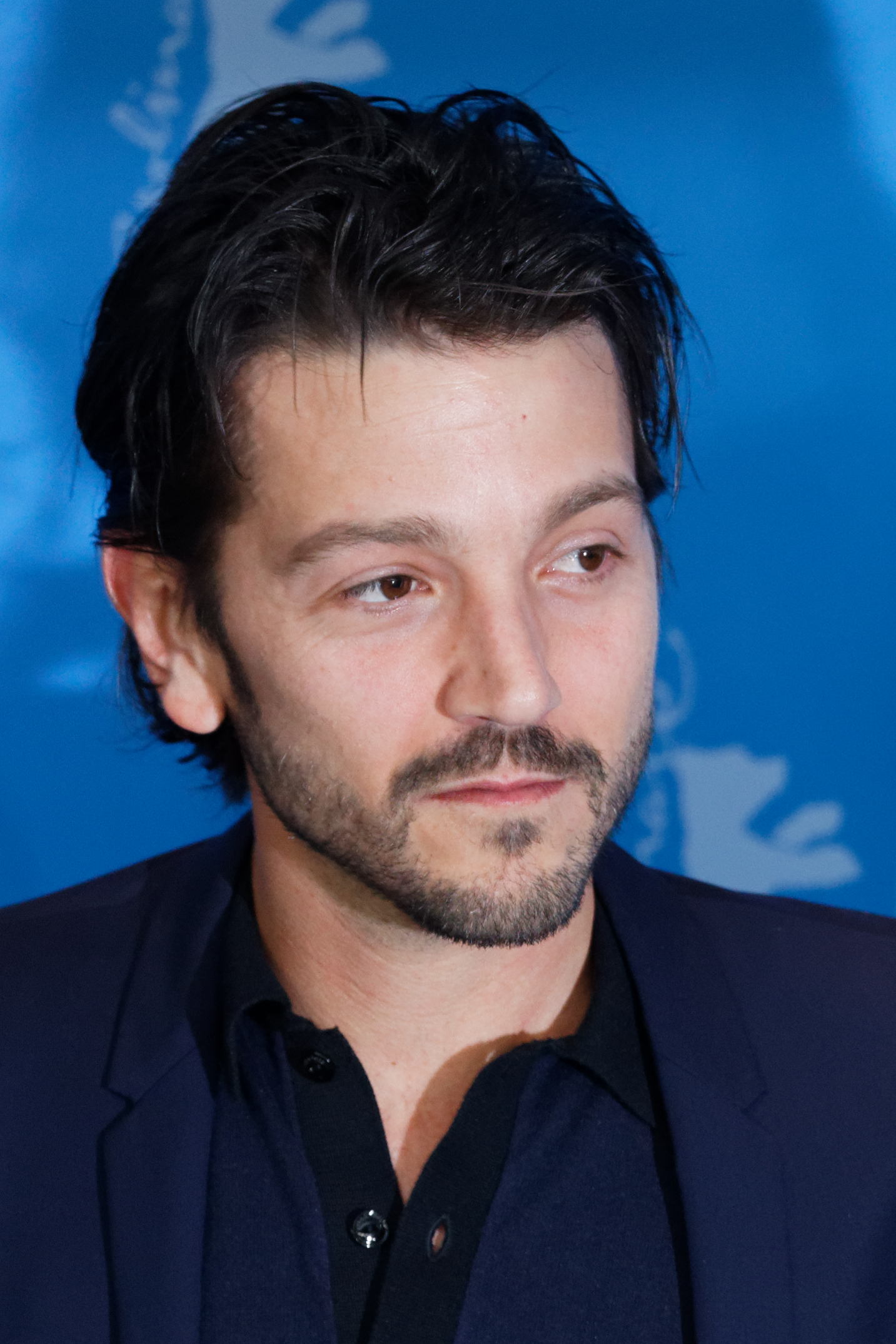
狄亞哥·盧納回歸出演標題角色卡西恩·安道爾

2017年11月，盧卡斯影業宣佈為華特迪士尼公司即將推出的線上串流媒體平台Disney+開發《星際大戰》系列的真人影集。2018年2月，迪士尼首席執行官羅伯特·艾格證實《星際大戰》的多部真人影集正在開發階段。11月，艾格透露正在開發2016年電影《星際大戰外傳：俠盜一號》的前傳影集，以卡西恩·安道爾為主角，狄亞哥·盧納回歸出演該角色。12月，史蒂芬·希夫擔當節目統籌和執行製片人，傑瑞·布希參與開發創作，並撰寫了影集設定集提案和試播集劇本草稿。
2019年7月，類似於《星際大戰》系列的第一部真人影集《曼達洛人》，導演瑞克·法穆易瓦與迪士尼進入早期商談階段，有望執導影集。10月，東尼·吉羅伊加入製作組，與史蒂芬·希夫共同為試播集撰寫劇本，並執導數集。東尼·吉羅伊是影片《星際大戰外傳：俠盜一號》劇本的聯合創作者，並負責完成該影片的部分補拍作業。2020年4月，東尼·吉羅伊接替史蒂芬·希夫成為節目統籌。因應2019冠狀病毒病疫情，製作組被迫中斷在英國已經進行六週的前期製作，9月恢復前期作業。12月，迪士尼在投資者會議上公佈影集標題為《安道爾》（Andor），共12集。

### 劇本
2019年10月，東尼·吉羅伊確定參與首播集的劇本創作，編劇群還包括丹·吉洛伊、史蒂芬·希夫和鮑爾·威利蒙。

### 設計
盧克·赫爾（Luke Hull）擔當設計師。

### 選角
2018年11月，隨著影集正式確定製作，狄亞哥·盧納回歸出演卡西恩·安道爾。2019年4月，艾倫·圖克確定回歸出演K-2SO，但是他於2021年1月表示不會參演影集。2020年4月，史戴倫·史柯斯嘉、凱爾·索勒和丹妮絲·高夫參加演出，吉娜薇亞·歐萊莉回歸出演電影《星際大戰外傳：俠盜一號》中的角色蒙·茉芙瑪。8月，安卓·亞霍娜加入劇組。12月，費歐娜·蕭確定參演影集。

### 拍攝
影集原計劃於2019年10月開機，隨後推遲至2020年6月。因應2019冠狀病毒病疫情，影集的主體拍攝於2020年11月底在英國倫敦正式開機。2020年4月，節目統籌東尼·吉羅伊確定將執導包括首播集在內的數集。9月，因應2019冠狀病毒病疫情，東尼·吉羅伊辭去導演職務，仍擔當編劇和節目統籌，托比·海因斯接替他執導前三集。

## 發行
《安道爾》原計劃於2021年在Disney+首播，受2019冠狀病毒病疫情影響，首播日期推遲至2022年，共12集。

## 資料來源
1. ↑  Star Wars [@starwars].  (推文). 2020-12-10  [2020-12-10] –Twitter （美国英语）.
2. ↑  . StarWars.com. 2020-04-24  [2020-04-26]. （原始内容存档于2020-04-24） （美国英语）.
3. 1 2 3 4  Lang, Brent. . Variety. 2018-11-08  [2018-12-01]. （原始内容存档于2018-11-15） （美国英语）.
4. ↑  Fisher, Jacob. . Discussing Film. 2019-12-12  [2020-04-24]. （原始内容存档于2020-04-14） （美国英语）.
5. 1 2 3 4 5 6 7 8  Kit, Boris. . The Hollywood Reporter. 2020-04-24  [2020-04-24]. （原始内容存档于2020-04-24） （美国英语）.
6. 1 2  .   [2023-02-03]. （原始内容存档于2022-09-22）.
7. 1 2  Kroll, Justin. . Deadline Hollywood. 2020-08-10  [2020-08-10]. （原始内容存档于2020-08-10） （美国英语）.
8. 1 2 3 4 5  Hibberd, Jame. . Entertainment Weekly. 2020-12-10  [2020-12-10]. （原始内容存档于2020-12-10） （美国英语）.
9. 1 2 3  Kroll, Justin; Kroll, Justin. . Deadline. 2020-09-22  [2020-09-22]. （原始内容存档于2020-09-23） （美国英语）.
10. 1 2 3  Otterson, Joe. . Variety. 2019-10-15  [2020-04-24]. （原始内容存档于2020-04-03） （美国英语）.
11. ↑  Stanhope, Kate; Jarvey, Natalie. . The Hollywood Reporter. 2017-11-09  [2018-08-01]. （原始内容存档于2019-06-11） （美国英语）.
12. ↑  Goldberg, Lesley; Couch, Aaron. . The Hollywood Reporter. 2018-02-06  [2018-08-01]. （原始内容存档于2019-06-11） （美国英语）.
13. ↑  Andreeva, Nellie. . Deadline Hollywood. 2018-11-30  [2019-06-09]. （原始内容存档于2019-06-09） （美国英语）.
14. ↑  Fisher, Jacob. . DiscussingFilm. 2019-07-11  [2020-12-05]. （原始内容存档于2019-08-01） （美国英语）.
15. ↑  KingPatel. . Comic Book Movie. 2020-04-10  [2020-12-05]. （原始内容存档于2020-04-14） （美国英语）.
16. 1 2  Otterson, Joe. . Variety. 2020-04-24  [2020-12-05]. （原始内容存档于2020-04-24） （美国英语）.
17. ↑  Fisher, Jacob. . DiscussingFilm. 2020-04-06  [2020-12-13]. （原始内容存档于2020-04-07） （美国英语）.
18. ↑  D'Alessandro, Anthony; Patten, Dominic. . Deadline Hollywood. 2019-04-11  [2019-06-10]. （原始内容存档于2019-06-10） （美国英语）.
19. ↑  . Collider. 2021-01-20  [2021-01-21]. （原始内容存档于2021-01-20） （美国英语）.
20. ↑  Kroll, Justin; Otterson, Joe. . Variety. 2020-04-16  [2020-04-16]. （原始内容存档于2020-04-24） （美国英语）.
21. ↑  Sobon, Nicole. . Comic Book Resources. 2018-12-31  [2020-04-24]. （原始内容存档于2019-01-01） （美国英语）.
22. ↑  Fisher, Jacob. . DiscussingFilm. 2020-02-26  [2020-12-05]. （原始内容存档于2020-03-06） （美国英语）.
23. ↑  Paz, Maggie Dela. . ComingSoon.net. 2020-12-04  [2020-12-05]. （原始内容存档于2020-12-05） （美国英语）.
24. ↑  Peters, Jay. . The Verge. 2020-12-10  [2020-12-10]. （原始内容存档于2020-12-11） （美国英语）.
25. ↑  Pedersen, Eric. . Deadline Hollywood. 2019-04-11  [2019-04-12]. （原始内容存档于2019-04-12） （美国英语）.

## 外部連結
- 在Disney+上觀看《安道爾》
- 互联网电影数据库（IMDb）上《安道爾》的资料（英文）
- Wookieepedia上的相关条目：Star Wars: Andor
- 豆瓣电影上《安道爾》的資料 （简体中文）